# Nogači
Morski pajki so tudi družina rakovic.
Nogači ali morski pajki (znanstveno ime Pycnogonida) so majhen razred v morju živečih pipalkarjev, v katerega uvrščamo en sam red, Pantopoda, vanj pa približno tisoč danes znanih vrst. Zaradi neopaznosti jih večina ljudi ne pozna, a so pogosti prebivalci obalnih območij številnih svetovnih morij, predvsem Karibskega in Sredozemskega morja ter Arktičnega in Antarktičnega oceana.
Nogače uvrščajo med pipalkarje na podlagi zgradbe različnih organskih sistemov (predvsem živčevja) in prisotnosti pipalk, vendar je njihova zunanja telesna zgradba tako nenavadna, da je taksonomski položaj znotraj skupine še povsem nejasen. Po mnenju nekaterih avtorjev pa predstavljajo popolnoma ločen takson, ki se je zgolj razvil iz istega skupnega prednika kot pipalkarji.

## Telesna zgradba
Večinoma so to drobne živali, dolge med enim in 10 milimetrov, le vrste mrzlih morij in globokomorske so lahko večje - največji predstavniki imajo razpon nog več deset centimetrov. Telo je sestavljeno iz jasno ločenih členov, ki so vsi del glavoprsja; zadek je zreduciran na štrcelj na hrbtni strani trupa, ki se zaključi z zadnjikom. Prvi del glavoprsja je glava, ki nosi par drobnih pipalk, par pedipalpov in posebnost nogačev, dodaten par nožic - oviforov. Na sprednjem delu je glava podaljšana v rilček (proboscis) z usti, v sredini pa so na izbolklini na zgornji strani štiri očesa. Pipalke so kratke in škarjaste, pri predstavnikih, ki imajo bolje razvit rilček, lahko tudi manjkajo. Pedipalpi so daljši in podobni nogam, poleg čutilne lahko imajo še vlogo pri prehranjevanju ter čiščenju. Ovifora (»jajcenosca«) sta par drobnih okončin tik ob začetku trupa, ki ju samci uporabljajo za prenašanje jajčec. Pri samicah lahko sodelujeta pri čiščenju ali povsem manjkata.
Nenavaden je tudi preostanek glavoprsja - trup. Ta je razdeljen v štiri člene, od katerih je prvi zraščen z glavo (navidez so tako trije). Vsak od njih ima par močnih in dolgih stranskih izrastkov, ki so lahko daljši kot je člen širok. Iz teh izrastkov izraščajo noge. Te so lahko daljše in tudi debelejše od trupa. Nekateri predstavniki nogačev imajo iz neznanega razloga število nog povečano na pet ali šest parov.
Večino notranjosti telesa zavzemajo obsežna prebavila. Slepi odrastki črevesa segajo celo v noge skoraj do njihovih konic. Krvožilje je odprto, hemolimfo poganja omišičena cev (»srce«) na hrbtni strani trupa. Posebnih dihal in izločal nimajo. Tudi spolovila se odpirajo na bazalnih členih nog.

## Življenjski krog
Spola se razlikujeta po razvitosti ovifor (samice imajo slabše razvite ali jih sploh nimajo). Spolna žleza je pri obeh spolih neparna in se odpira z več odprtinami na začetnih členih nog. Pri oplojenih samicah so noge vidno nabrekle zaradi jajčec. Parjenja številnih vrst ni opazoval še nihče, bolje raziskane vrste pa imajo zunanjo oploditev - samec med parjenjem bodisi visi pod samico tako, da se stikata s trebušnim delom telesa, bodisi stoji nad njo in oplaja jajčeca medtem ko jih ona izloča. Potem jih zbere s svojimi ovifori in z izločki posebnih žlez zlepi v dve kroglici. Ti kroglici potem drži z ovifori in jih prenaša okrog dokler se ne izležejo ličinke.
Pravkar izlegle ličinke - »protonimfoni« - imajo tri pare okončin: pipalke, pedipalpe in ovifore. Z levitvami nato pridobivajo člene z nogami. Pri nekaterih vrstah jih še nekaj časa varuje samec, pri drugih pa se razvijajo samostojno.

## Ekologija
Vsi predstavniki so morski; večina prebiva na morskem dnu, nekateri pa lahko tudi plavajo z zamahovanjem nog. Večina je plenilskih, prehranjujejo se s hidroidi, koralami, mahovnjaki, manjšimi mnogoščetinci in spužvami. Nekateri so zajedavski, ti večinoma zajedajo na mehkužcih, drugi pa so rastlinojedi ali se prehranjujejo z organskim drobirjem (so detritivori).